# Svobodné Heřmanice
Svobodné Heřmanice là một làng thuộc huyện Bruntál, vùng Moravskoslezský, Cộng hòa Séc.